# San Felipe Usila (kommun)
San Felipe Usila är en kommun i Mexiko.   Den ligger i delstaten Oaxaca, i den sydöstra delen av landet, 300 km sydost om huvudstaden Mexico City.
Följande samhällen finns i San Felipe Usila:
- San Felipe Usila
- Colonia Ampliación Aeropuerto
- Paso Escaleras
- Santiago Tlatepusco
- Santo Tomás Texas
- Arroyo Iguana
- Arroyo Tambor
- San Antonio Analco
- Arroyo Tigre
- Santa Flora
- Peña Blanca
- Piedra de Azúcar
- San Pedro Tlatepusco
- Cerro Caracol
- Lázaro Cárdenas
- San Antonio del Barrio
- Caracoles Estrella
- Cerro Verde
- Cerro de Hojas